# Coltricia tsugicola
Coltricia tsugicola är en svampart som beskrevs av Y.C. Dai & B.K. Cui 2006. Coltricia tsugicola ingår i släktet Coltricia och familjen Hymenochaetaceae.   Inga underarter finns listade i Catalogue of Life.